# ダディ竹千代&東京おとぼけCATS
ダディ竹千代＆東京おとぼけCATS（ダディたけちよアンドとうきょうおとぼけキャッツ）は1976年に結成された日本のロックバンド。
著名アーティストの完全パロディコピーや挑発的な歌詞、エレキベース担当のなかよし三郎がチョッパー奏法（スラップ奏法）をあらゆる素材で奏でる「大根チョッパー」「豆腐チョッパー」など、過激なパフォーマンスで知られたバンド。また、ダディの「イギリスはロンドンからやってまいりました」で始まるゲスト大会は、音態模写で常に爆笑を誘った。メンバーのテクニックは確かでありバンドとしても実力派であった。

## 歴史
活動期間は1976～1981年の5年間ほどだが、様々なジャンルからミュージシャンが関わり、70～80年 代の日本の音楽シーン全般に影響を与えた特異なバンドだ。準構成員を含めると解散までに少なくとも30人ほどがライブや制作に参加している。  
結成時のオリジナル・ メンバーは、加治木剛(Vo)、児島三郎(B)、来住野“きすの”潔(Gt)、春日博文(Dr)、その弟の春日善光(Gt)、秦万里子(Key)、の6人。バンド結成のキーワードは“カルメン・マキ&OZ”と“都立 桜町高校”である。  
加治木、来住野、春日博文、そして準構成員の寺中名人の4人はこの桜町高校の音楽仲間。そして児島と寺中は中学のバンド仲間。 高校卒業後、加治木と春日はOZの作詞作曲担当でマネージャーとギタリストに。来住野は「私は風」などデビューLP『カルメン・マキ&OZ』(1975年)にコーラスで3曲参加。児島はメンバーでベースを弾いていた時もある。 OZが2枚目のLP『閉ざされた町』発売後にドラムが抜けた。実はその空白の時間に加治木が春日と児島と来住野を誘って作ったバンドが東京おとぼけCATSだった。 
ライブ・デビューは1976年、世田谷区上馬のライブ・ハウス「ガソリンアレー」。結成当時の音楽コンセプトは“東京を唄う”。メンバーは全員黒い背広。キャバレー・バンドのように譜面を見ながらバック演奏して、ダディ竹千代は専属歌手というイメージだった。レパートリーは東京の地名を使ったオリジナル曲やカバー曲。観客は身内ばかりだったがウケは良かった。翌年の1977年。一度だけ関西ツアーを京都と大阪でやっている。京都の対バンは“誰がカバやねんロックンロールショー”。この後に良きライバル関係になって行く。
そしてこの頃、OZのドラムが決定して春日はおとぼけCATSの活動が出来なくなる。そんな時にギタリスト山岸潤史の結婚式でダディと三郎がやった余興がビクターのディレクターの目にとまり、レコーディングの話が来る…。これをチャンスにと考えたダディはこの年の「第14回つま恋ポピュラーソングコンテスト」(優勝は世良公則&ツイスト)の時に目を付けていた“やたら元気なドラマー”のそうる透に声をかけた。うまくダディにだまされた彼は 翌年2月のデビュー・シングルのレコーディングからバンドに参加する。
そして1978年6月25日「電気クラゲ」が発売。 メンバーは総勢10名の大所帯のバンドになっていた。レコード発売直後はこのメンバーで全国を回った。楽器を積んだハイエースの“車軸折れ事件”や“エンジン爆発事件”などのウソみたいな本当の話がある。また、バニーガールのセクシーな衣装や、海パンを脱ぐボーン助谷のキワドイ芸は当時のおとぼけCATSの“ウリ”だったが、東北では最前列で教育委員が監視しているライブもあった。この年の秋におとぼけCATSのメンバー構成がまたもや変わる。ダディが作詞で参加した東京キッドブラザースのミュージカル「冬のシンガポール」の時に知り合った劇団員の美空どれみ。 そしてライブ・ハウスで見つけて来たキーボードの張紅陽(ちゃんこうよう)の2人が参加。
1979年秋ににセカンド・シングル「舟乗りの夢」を発売。 
メンバーの入れ替わりが激しかったバンドだが、この頃ようやくメンバーが固まる。ダディ(Vo)、三郎(B)、キー坊(G)、ダニエル(G)、助谷(Tb)、透(Dr)、の6人。以後は1981年の解散まで同じ。この頃の渋谷屋根裏ライブはいつも超満員。客もバンドも酸欠になるくらいに盛り上がった。RCサクセションに抜かれるまではおとぼけCATSが動員数の最高記録を持っていた。動員最低記録も持っていたが…。  
当時、浅井企画やバーニングなど複数の芸能プロダクシ ョンから誘いがあったが、ショーケン、HOUND DOG、THE STREET SLIDERSなどが所属していたザ・スパイダースの井上堯之社長のウォーターエンタープライズに決める。中堅のプロダクションだったが居心地は良かった。仕事内容はこの頃が一番面白い。香港レコーディングのデビューLP、東京タワーの大展望台でのライブ3DAYS、オールナイトニッポンでダディがディスクジョッキーを担当、EPOとのラジオ番組、ツービートとのジョイント・ライブ、青年館ホールのワンマン・ライブなど。事務所に所属してから仕事の内容が広がって行く。しかし勝負をかけたつもりの山下達郎とダディの共作シングル「偽りのDJ」やセカンド・アルバム『イデオット・プロット』も話題にはならず、バンドは失速していった。結局1981年の12月におとぼけCATSは解散した。 
5年間 の活動中に関わった多くのメンバーはその後、様々な分野で音楽活動を続けた。そして1985年に四人囃子の岡井大二をドラムに迎え、再結成。フジテレビ「冗談画報」に当時おニャン子クラブの仕掛け人の秋元康推薦枠で出演したが、この時もさして話題にならず。1990年にはそうる透をドラムに再々結成。この時のライブ映像が「幻の10年」のタイトルでSONYからビデオ化された。

## メンバー

### 主要構成員
- ダディ竹千代ー加治木剛(Vo)
- なかよし三郎ー児島三郎(B)
- キー坊金太ー来住野”きすの”潔(G)
- ダニエル茜ー浦山秀彦(G)
- そうる透ー萩原敏夫(Dr)
- はまぐり三太郎ー田代修二(Key)
- ボーン助谷ー池谷明弘(Tb)

### 再結成時
- 三国義貴(Key)
- 岡井大二(Dr)

### 準構成員
八雲名人、春日善光、田代修二、張紅陽、仲嶋明弘、丸尾めぐみ、近藤大、春日博文、高橋広美、佐々木史郎、包国充、藤井康一、美空どれみ、武藤まどか

## ディスコグラフィー

### シングル
- 電気クラゲ/なかよし音頭　1978.6.25
- 船乗りの夢/御徒町タンゴ　1979
- 偽りのDJ/EASY GIRL(Single.Ver)　1980

### アルバム

#### オリジナル・アルバム
- ダディ竹千代と東京おとぼけCats First 1980.9
- Idiot Plot(イデオット・プロット) 1981.5
- 伊賀の影丸　1992.4.25

#### ライブ・アルバム
- おとぼけ LIVE at 屋根裏　2006.9.20
- Live at LIVE INN 2006.10.25

### 企画アルバム
- ヒストリー・オブ・ダディ竹千代&東京おとぼけCATS-表面- 2021.10.20
- ヒストリー・オブ・ダディ竹千代&東京おとぼけCATS-裏面- 2021.11.24
- Dead Stock 2004.10.20
- きんぎょ注意報!〜学校大好きっ!!〜 1990.7.1
- きんぎょ注意報!Vol.2〜新田舎ノ中へおいでよっ!!〜 1991.3.21
- まあじゃんほうろうき 1992.4.1
- 平成芸者ガールズ 1991.1.21

### 映像作品
- 幻の10年　1991